# Danh sách cầu thủ tham dự giải vô địch bóng đá U-20 Nam Mỹ 2013
Giải vô địch bóng đá trẻ Nam Mỹ 2013 là một giải thi đấu bóng đá quốc tế tổ chức ở Argentina. 10 đội tham gia phải đăng ký đội hình 22 cầu thủ; chỉ có các cầu thủ trong đội hình mới được tham gia giải đấu.
Các cầu thủ phải sinh sau ngày 1 tháng 1 năm 1993.
(Nguồn tên cầu thủ:)

## Argentina
Huấn luyện viên: Marcelo Trobbiani 

| Số | VT | Cầu thủ                     | Ngày sinh (tuổi)            | Trận | Bàn | Câu lạc bộ         |
| -- | -- | --------------------------- | --------------------------- | ---- | --- | ------------------ |
| 1  | TM | Walter Benítez              | 19 tháng 1, 1993 (19 tuổi)  |      |     | Quilmes            |
| 2  | HV | Lisandro Magallán (Captain) | 27 tháng 9, 1993 (19 tuổi)  |      |     | Boca Juniors       |
| 3  | HV | Carlos Ruiz                 | 19 tháng 12, 1993 (19 tuổi) |      |     | River Plate        |
| 4  | HV | Alan Aguirre                | 13 tháng 8, 1993 (19 tuổi)  |      |     | Boca Juniors       |
| 5  | TV | Matías Kranevitter          | 21 tháng 5, 1993 (19 tuổi)  |      |     | River Plate        |
| 6  | HV | Jonathan Valle              | 26 tháng 1, 1993 (19 tuổi)  |      |     | Newell's Old Boys  |
| 7  | TĐ | Juan Iturbe                 | 4 tháng 6, 1993 (19 tuổi)   |      |     | Porto              |
| 8  | TV | Lucas Romero                | 18 tháng 4, 1994 (18 tuổi)  |      |     | Vélez Sársfield    |
| 9  | TĐ | Luciano Vietto              | 5 tháng 12, 1993 (19 tuổi)  |      |     | Racing Club        |
| 10 | TV | Alan Ruiz                   | 19 tháng 8, 1993 (19 tuổi)  |      |     | San Lorenzo        |
| 11 | TV | Adrián Ricardo Centurión    | 19 tháng 1, 1993 (19 tuổi)  |      |     | Racing Club        |
| 12 | TM | Andrés Mehring              | 19 tháng 4, 1994 (18 tuổi)  |      |     | Colón              |
| 13 | HV | Lautaro Gianetti            | 13 tháng 11, 1993 (19 tuổi) |      |     | Vélez Sársfield    |
| 14 | HV | Lucas Rodríguez             | 27 tháng 9, 1993 (19 tuổi)  |      |     | Argentinos Juniors |
| 15 | TV | Agustín Allione             | 28 tháng 11, 1994 (18 tuổi) |      |     | Vélez Sársfield    |
| 16 | TV | Marcos Fernández            | 20 tháng 4, 1993 (19 tuổi)  |      |     | Colón              |
| 17 | TV | Manuel Lanzini              | 15 tháng 2, 1993 (19 tuổi)  |      |     | River Plate        |
| 18 | TV | Federico Cartabia           | 20 tháng 1, 1993 (19 tuổi)  |      |     | Valencia           |
| 19 | TV | Juan Cavallaro              | 28 tháng 6, 1994 (18 tuổi)  |      |     | Unión              |
| 20 | TĐ | Lucas Melano                | 1 tháng 3, 1993 (19 tuổi)   |      |     | Belgrano           |
| 21 | HV | Eros Medaglia               | 7 tháng 9, 1994 (18 tuổi)   |      |     | Vélez Sársfield    |
| 22 | TM | Juan Musso                  | 6 tháng 5, 1994 (18 tuổi)   |      |     | Racing Club        |

## Bolivia
Huấn luyện viên: Marcelo Barrero 

| Số | VT | Cầu thủ             | Ngày sinh (tuổi)            | Trận | Bàn | Câu lạc bộ             |
| -- | -- | ------------------- | --------------------------- | ---- | --- | ---------------------- |
| 1  | TM | Guillermo Viscarra  | 7 tháng 2, 1993 (19 tuổi)   |      |     | Vitória                |
| 2  | HV | José Mendoza        | 7 tháng 5, 1994 (18 tuổi)   |      |     | Jorge Wilstermann      |
| 3  | HV | Carlos Añez         | 6 tháng 7, 1995 (17 tuổi)   |      |     | Callejas               |
| 4  | HV | Francisco Rodríguez | 22 tháng 8, 1994 (18 tuổi)  |      |     | Jorge Wilstermann      |
| 5  | HV | Carlos Paniagua     | 1 tháng 3, 1993 (19 tuổi)   |      |     | Sevilla                |
| 6  | TV | Pedro Azogue        | 6 tháng 12, 1994 (17 tuổi)  |      |     | Oriente Petrolero      |
| 7  | TV | José Muñóz          | 21 tháng 9, 1994 (18 tuổi)  |      |     | Universitario de Sucre |
| 8  | TĐ | Ricardo Vaca        | 21 tháng 8, 1994 (18 tuổi)  |      |     | Recreativo Huelva      |
| 9  | TĐ | Alex Pontons Paz    | 26 tháng 11, 1994 (18 tuổi) |      |     | Pro Vercelli           |
| 10 | TV | Robert Silva        | 12 tháng 2, 1994 (18 tuổi)  |      |     | Universitario de Sucre |
| 11 | TV | Rodrigo Vargas      | 19 tháng 10, 1994 (18 tuổi) |      |     | Oriente Petrolero      |
| 12 | TM | Diego Zamora        | 12 tháng 9, 1993 (19 tuổi)  |      |     | Bolívar                |
| 13 | HV | Stalin Taborga      | 13 tháng 2, 1994 (18 tuổi)  |      |     | Bolívar                |
| 14 | HV | Pablo Pedraza       | 10 tháng 3, 1995 (17 tuổi)  |      |     | Blooming               |
| 15 | HV | Alberto Justiniano  | 24 tháng 4, 1994 (18 tuổi)  |      |     | Bolívar                |
| 16 | TV | Danny Bejarano      | 3 tháng 1, 1994 (18 tuổi)   |      |     | Oriente Petrolero      |
| 17 | TV | Carlos Zabala       | 19 tháng 5, 1994 (18 tuổi)  |      |     | Blooming               |
| 18 | TV | Luis Hurtado        | 27 tháng 9, 1993 (19 tuổi)  |      |     | Blooming               |
| 19 | TV | Gerardo Castellón   | 4 tháng 6, 1993 (19 tuổi)   |      |     | Ciclón                 |
| 20 | TV | Diego Rodríguez     | 28 tháng 8, 1993 (19 tuổi)  |      |     | Oriente Petrolero      |
| 21 | HV | Silver Revuelta     | 5 tháng 11, 1993 (19 tuổi)  |      |     | Blooming               |
| 22 | TM | Cristian Salinas    | 9 tháng 11, 1993 (19 tuổi)  |      |     | Jorge Wilstermann      |

## Brasil
Huấn luyện viên: Emerson Ávila 

| Số | VT | Cầu thủ           | Ngày sinh (tuổi)            | Trận | Bàn | Câu lạc bộ       |
| -- | -- | ----------------- | --------------------------- | ---- | --- | ---------------- |
| 1  | TM | Gustavo           | 10 tháng 3, 1993 (19 tuổi)  |      |     | Vitória          |
| 2  | HV | Wallace           | 1 tháng 5, 1994 (18 tuổi)   |      |     | Fluminense       |
| 3  | HV | Luan              | 10 tháng 5, 1993 (19 tuổi)  |      |     | Vasco da Gama    |
| 4  | HV | Dória             | 8 tháng 11, 1994 (18 tuổi)  |      |     | Botafogo         |
| 5  | TV | Misael            | 15 tháng 7, 1994 (18 tuổi)  |      |     | Grêmio           |
| 6  | HV | Mansur            | 17 tháng 4, 1993 (19 tuổi)  |      |     | Vitória          |
| 7  | TV | Mattheus Oliveira | 7 tháng 7, 1994 (18 tuổi)   |      |     | Flamengo         |
| 8  | TV | Adryan            | 10 tháng 8, 1994 (18 tuổi)  |      |     | Flamengo         |
| 9  | TĐ | Ademilson         | 9 tháng 1, 1994 (18 tuổi)   |      |     | São Paulo        |
| 10 | TV | Felipe Anderson   | 15 tháng 4, 1993 (19 tuổi)  |      |     | Santos           |
| 11 | TĐ | Marcos Júnior     | 19 tháng 1, 1993 (19 tuổi)  |      |     | Fluminense       |
| 12 | TM | Matheus Vidotto   | 10 tháng 4, 1993 (19 tuổi)  |      |     | Corinthians      |
| 13 | TĐ | Bruno Mendes      | 2 tháng 8, 1994 (18 tuổi)   |      |     | Botafogo         |
| 14 | HV | Samir             | 5 tháng 12, 1994 (18 tuổi)  |      |     | Flamengo         |
| 15 | HV | Igor Julião       | 23 tháng 8, 1994 (18 tuổi)  |      |     | Fluminense       |
| 16 | HV | Douglas Santos    | 22 tháng 3, 1994 (18 tuổi)  |      |     | Náutico          |
| 17 | TV | Jadson            | 30 tháng 8, 1993 (19 tuổi)  |      |     | Botafogo         |
| 18 | TV | Lucas Cândido     | 25 tháng 12, 1993 (18 tuổi) |      |     | Atlético Mineiro |
| 19 | TV | Fred              | 5 tháng 3, 1993 (19 tuổi)   |      |     | Internacional    |
| 20 | TV | Rafinha           | 12 tháng 2, 1993 (19 tuổi)  |      |     | Barcelona        |
| 21 | TĐ | Leandro Moura     | 12 tháng 5, 1993 (19 tuổi)  |      |     | Grêmio           |
| 22 | TM | Jordi             | 3 tháng 9, 1993 (19 tuổi)   |      |     | Vasco da Gama    |

## Chile
Huấn luyện viên: Mario Salas 

| Số | VT | Cầu thủ                   | Ngày sinh (tuổi)            | Trận | Bàn | Câu lạc bộ           |
| -- | -- | ------------------------- | --------------------------- | ---- | --- | -------------------- |
| 1  | TM | Darío Melo                | 24 tháng 3, 1993 (19 tuổi)  | 13   | 0   | Palestino            |
| 2  | HV | Felipe Campos             | 8 tháng 11, 1993 (19 tuổi)  | 6    | 0   | Palestino            |
| 3  | HV | Alejandro Contreras       | 3 tháng 3, 1993 (19 tuổi)   | 1    | 0   | Palestino            |
| 4  | HV | Valber Huerta             | 26 tháng 8, 1993 (19 tuổi)  | 7    | 0   | Universidad de Chile |
| 5  | HV | Igor Lichnovsky (Captain) | 7 tháng 3, 1994 (18 tuổi)   | 9    | 1   | Universidad de Chile |
| 6  | TV | Sebastián Martínez        | 6 tháng 6, 1993 (19 tuổi)   | 8    | 0   | Universidad de Chile |
| 7  | TĐ | Diego Rubio               | 15 tháng 5, 1993 (19 tuổi)  | 11   | 4   | Sporting CP          |
| 8  | HV | Andrés Robles             | 7 tháng 5, 1994 (18 tuổi)   | 5    | 0   | Santiago Wanderers   |
| 9  | TĐ | Felipe Mora               | 2 tháng 8, 1993 (19 tuổi)   | 1    | 0   | Audax Italiano       |
| 10 | TV | Nicolás Maturana          | 8 tháng 7, 1993 (19 tuổi)   | 8    | 1   | Universidad de Chile |
| 11 | TV | Franco Ragusa             | 22 tháng 7, 1993 (19 tuổi)  | 1    | 0   | Everton              |
| 12 | TM | Brayan Cortés             | 11 tháng 3, 1995 (17 tuổi)  | 0    | 0   | Deportes Iquique     |
| 13 | HV | Manuel Bravo              | 15 tháng 2, 1993 (19 tuổi)  | 7    | 0   | Colo-Colo            |
| 14 | TV | Bryan Rabello             | 16 tháng 5, 1994 (18 tuổi)  | 14   | 5   | Sevilla              |
| 15 | TV | Cristián Cuevas           | 2 tháng 4, 1995 (17 tuổi)   | 11   | 3   | O'Higgins            |
| 16 | TV | César Fuentes             | 12 tháng 5, 1993 (19 tuổi)  | 5    | 0   | O'Higgins            |
| 17 | TV | Diego Rojas               | 15 tháng 2, 1995 (17 tuổi)  | 4    | 0   | Universidad Católica |
| 18 | TĐ | Nicolás Castillo          | 14 tháng 2, 1993 (19 tuổi)  | 14   | 11  | Universidad Católica |
| 19 | HV | Mario Larenas             | 27 tháng 7, 1993 (19 tuổi)  | 2    | 0   | Unión Española       |
| 20 | TV | Claudio Baeza             | 23 tháng 12, 1993 (18 tuổi) | 2    | 0   | Colo-Colo            |
| 21 | TV | Ignacio Caroca            | 2 tháng 11, 1993 (19 tuổi)  | 2    | 0   | Colo-Colo            |
| 22 | TM | Lawrence Vigouroux        | 19 tháng 11, 1993 (19 tuổi) | 1    | 0   | Tottenham Hotspur    |

## Colombia
Huấn luyện viên: Carlos Restrepo 

| Số | VT | Cầu thủ                    | Ngày sinh (tuổi)           | Trận | Bàn | Câu lạc bộ             |
| -- | -- | -------------------------- | -------------------------- | ---- | --- | ---------------------- |
| 1  | TM | Cristian Bonilla (Captain) | 2 tháng 6, 1993 (19 tuổi)  |      |     | Atlético Nacional      |
| 2  | HV | Jherson Vergara            | 26 tháng 5, 1994 (18 tuổi) |      |     | Universitario Popayán  |
| 3  | HV | Deivy Balanta              | 9 tháng 2, 1993 (19 tuổi)  |      |     | Alianza Petrolera      |
| 4  | HV | Andrés Correa              | 29 tháng 1, 1994 (18 tuổi) |      |     | Independiente Medellín |
| 5  | HV | Felipe Aguilar             | 20 tháng 1, 1993 (19 tuổi) |      |     | Atlético Nacional      |
| 6  | TV | José David Leudo           | 9 tháng 11, 1993 (19 tuổi) |      |     | Estudiantes            |
| 7  | TĐ | Mauricio Cuero             | 28 tháng 1, 1993 (19 tuổi) |      |     | La Equidad             |
| 8  | TV | Cristian Higuita           | 12 tháng 1, 1994 (18 tuổi) |      |     | Deportivo Cali         |
| 9  | TĐ | Jhon Córdoba               | 10 tháng 5, 1993 (19 tuổi) |      |     | Chiapas                |
| 10 | TV | Juan Fernando Quintero     | 18 tháng 1, 1993 (19 tuổi) |      |     | Pescara                |
| 11 | TV | Cristian Palomeque         | 2 tháng 4, 1994 (18 tuổi)  |      |     | Atlético Nacional      |
| 12 | TM | Luis Hurtado               | 24 tháng 1, 1994 (18 tuổi) |      |     | Deportivo Cali         |
| 13 | HV | Helibelton Palacios        | 11 tháng 6, 1993 (19 tuổi) |      |     | Barranquilla           |
| 14 | TV | Sebastián Pérez Cardona    | 29 tháng 3, 1993 (19 tuổi) |      |     | Atlético Nacional      |
| 15 | TV | Juan Nieto                 | 25 tháng 2, 1993 (19 tuổi) |      |     | Alianza Petrolera      |
| 16 | TV | Luis Mena                  | 20 tháng 5, 1994 (18 tuổi) |      |     | Boyacá Chicó           |
| 17 | TĐ | Harrison Mojica            | 17 tháng 2, 1993 (19 tuổi) |      |     | Deportivo Cali         |
| 18 | HV | Julián Figueroa            | 29 tháng 1, 1993 (19 tuổi) |      |     | Envigado               |
| 19 | TĐ | Miguel Borja               | 26 tháng 1, 1993 (19 tuổi) |      |     | Cortuluá               |
| 20 | TĐ | Brayan Perea               | 5 tháng 2, 1993 (19 tuổi)  |      |     | Deportivo Cali         |
| 21 | HV | Yair Ibargüen              | 2 tháng 5, 1993 (19 tuổi)  |      |     | Olimpia                |
| 22 | TM | Jair Mosquera              | 2 tháng 5, 1993 (19 tuổi)  |      |     | Barranquilla           |

## Ecuador
Huấn luyện viên: Julio César Rosero 

| Số | VT | Cầu thủ                     | Ngày sinh (tuổi)            | Trận | Bàn | Câu lạc bộ               |
| -- | -- | --------------------------- | --------------------------- | ---- | --- | ------------------------ |
| 1  | TM | Auro                        | 7 tháng 5, 1993 (19 tuổi)   |      |     | Manta                    |
| 2  | HV | Luis Leon                   | 11 tháng 4, 1993 (19 tuổi)  |      |     | Independiente José Terán |
| 3  | HV | Marlon Mejía                | 21 tháng 9, 1994 (18 tuổi)  |      |     | Emelec                   |
| 4  | HV | Marcos Cabrera              | 4 tháng 2, 1993 (19 tuổi)   |      |     | Deportivo Cuenca         |
| 5  | TV | Eddy Corozo                 | 28 tháng 6, 1994 (18 tuổi)  |      |     | Emelec                   |
| 6  | HV | Cristian Ramírez            | 12 tháng 8, 1994 (18 tuổi)  |      |     | Independiente José Terán |
| 7  | TV | Carlos Gruezo               | 19 tháng 4, 1995 (17 tuổi)  |      |     | Barcelona                |
| 8  | TĐ | José Francisco Cevallos Jr. | 18 tháng 1, 1995 (17 tuổi)  |      |     | LDU Quito                |
| 9  | TĐ | Miguel Parrales             | 26 tháng 12, 1995 (16 tuổi) |      |     | Manta                    |
| 10 | TV | Jonny Uchuari               | 19 tháng 1, 1994 (18 tuổi)  |      |     | LDU Loja                 |
| 11 | TV | Jacob Murillo               | 31 tháng 3, 1993 (19 tuổi)  |      |     | Olmedo                   |
| 12 | TM | Darwin Cuero                | 15 tháng 10, 1994 (18 tuổi) |      |     | El Nacional              |
| 13 | HV | Luis Ayala                  | 24 tháng 9, 1993 (19 tuổi)  |      |     | Macará                   |
| 14 | HV | Pedro Velasco               | 29 tháng 6, 1993 (19 tuổi)  |      |     | Barcelona                |
| 15 | TV | Steven Arboleda             | 16 tháng 2, 1994 (18 tuổi)  |      |     | Independiente José Terán |
| 16 | HV | Anderson Ordóñez            | 29 tháng 1, 1994 (18 tuổi)  |      |     | Barcelona                |
| 17 | TV | Junior Sornoza              | 28 tháng 1, 1994 (18 tuổi)  |      |     | Independiente José Terán |
| 18 | TV | Cristian Oña                | 23 tháng 1, 1993 (19 tuổi)  |      |     | Independiente José Terán |
| 19 | TĐ | José Gutiérrez              | 3 tháng 3, 1993 (19 tuổi)   |      |     | LDU Quito                |
| 20 | TĐ | Angel Ledesma               | 22 tháng 6, 1993 (19 tuổi)  |      |     | Macará                   |
| 21 | TĐ | Ely Esterilla               | 6 tháng 2, 1993 (19 tuổi)   |      |     | Santos Laguna            |
| 22 | TM | Hamilton Piedra             | 20 tháng 2, 1993 (19 tuổi)  |      |     | Deportivo Cuenca         |

## Paraguay
Huấn luyện viên: Víctor Genés 

| Số | VT | Cầu thủ                 | Ngày sinh (tuổi)  | Trận | Bàn | Câu lạc bộ     |
| -- | -- | ----------------------- | ----------------- | ---- | --- | -------------- |
| 1  | TM | Diego Morel             | 5 tháng 5, 1993   |      |     | Libertad       |
| 2  | HV | Miller Mareco           | 31 tháng 1, 1994  |      |     | Libertad       |
| 3  | HV | Teodoro Paredes         | 1 tháng 4, 1993   |      |     | Cerro Porteño  |
| 4  | HV | Junior Alonso           | 11 tháng 2, 1993  |      |     | Cerro Porteño  |
| 5  | HV | Gustavo Gómez (Captain) | 6 tháng 5, 1993   |      |     | Libertad       |
| 6  | TV | Iván Ramírez            | 8 tháng 12, 1994  |      |     | Libertad       |
| 7  | TV | Danilo Santacruz        | 12 tháng 6, 1995  |      |     | Libertad       |
| 8  | TV | Ángel Cardozo           | 19 tháng 10, 1994 |      |     | Rubio Ñu       |
| 9  | TĐ | Cecilio Domínguez       | 22 tháng 7, 1993  |      |     | Sol de América |
| 10 | TĐ | Derlis González         | 20 tháng 5, 1994  |      |     | Benfica B      |
| 11 | TV | Rodrigo Alborno         | 12 tháng 8, 1993  |      |     | Novara         |
| 12 | TM | Alejandro Bogado        | 28 tháng 7, 1994  |      |     | Guarani        |
| 13 | TV | Gustavo Viera           | 28 tháng 8, 1995  |      |     | Rubio Ñu       |
| 14 | HV | Rubén Monges            | 6 tháng 2, 1993   |      |     | Libertad       |
| 15 | TV | Robert Piris Da Motta   | 25 tháng 5, 1994  |      |     | Rubio Ñu       |
| 16 | TV | Miguel Almirón          | 13 tháng 11, 1993 |      |     | Cerro Porteño  |
| 17 | HV | Jorge Balbuena          | 7 tháng 6, 1993   |      |     | Cerro Porteño  |
| 18 | TV | Jorge Rojas             | 7 tháng 1, 1993   |      |     | Cerro Porteño  |
| 19 | HV | Matías Pérez            | 4 tháng 1, 1994   |      |     | Nacional       |
| 20 | TĐ | Juan Villamayor         | 30 tháng 6, 1993  |      |     | Libertad       |
| 21 | TĐ | Brian Montenegro        | 10 tháng 6, 1993  |      |     | Tacuary        |
| 22 | TM | Armando Vera            | 4 tháng 2, 1993   |      |     | Libertad       |

## Peru
Huấn luyện viên: Daniel Ahmed 

| Số | VT | Cầu thủ            | Ngày sinh (tuổi)  | Trận | Bàn | Câu lạc bộ                |
| -- | -- | ------------------ | ----------------- | ---- | --- | ------------------------- |
| 1  | TM | Andy Vidal         | 23 tháng 8, 1994  |      |     | Sporting Cristal          |
| 2  | HV | Carlos Patrón      | 30 tháng 3, 1993  |      |     | Universitario de Deportes |
| 3  | HV | Marcos Ortiz       | 27 tháng 3, 1993  |      |     | Sporting Cristal          |
| 4  | HV | Renato Tapia       | 28 tháng 7, 1995  |      |     | Esther Grande             |
| 5  | HV | Miguel Araujo      | 24 tháng 10, 1994 |      |     | Sport Huancayo            |
| 6  | TV | Hernán Hinostroza  | 21 tháng 12, 1993 |      |     | Zulte Waregem             |
| 7  | HV | Claudio Torrejón   | 14 tháng 5, 1993  |      |     | Sporting Cristal          |
| 8  | TV | Rafael Guarderas   | 12 tháng 9, 1993  |      |     | Universitario de Deportes |
| 9  | TĐ | Iván Bulos         | 20 tháng 5, 1993  |      |     | Sint-Truidense            |
| 10 | TĐ | Víctor Cedrón      | 6 tháng 10, 1993  |      |     | Universidad César Vallejo |
| 11 | TĐ | Andy Polo          | 29 tháng 9, 1994  |      |     | Universitario de Deportes |
| 12 | TM | Ángelo Campos      | 27 tháng 4, 1993  |      |     | Alianza Lima              |
| 13 | HV | Diego Chávez       | 7 tháng 3, 1993   |      |     | Universitario de Deportes |
| 14 | TĐ | Cristian Benavente | 19 tháng 5, 1994  |      |     | Real Madrid               |
| 15 | TV | Edison Flores      | 15 tháng 5, 1994  |      |     | Villarreal B              |
| 16 | HV | Max Barrios        | 15 tháng 9, 1995  |      |     | Juan Aurich               |
| 17 | TĐ | Yordy Reyna        | 17 tháng 9, 1993  |      |     | Alianza Lima              |
| 18 | TĐ | Jean Deza          | 9 tháng 6, 1993   |      |     | MŠK Žilina                |
| 19 | TV | Wilder Cartagena   | 23 tháng 9, 1994  |      |     | Alianza Lima              |
| 20 | HV | Alexi Gómez        | 4 tháng 3, 1993   |      |     | León de Huánuco           |
| 21 | TV | Raziel García      | 15 tháng 2, 1994  |      |     | Universidad San Martín    |
| 22 | TM | Patricio Álvarez   | 24 tháng 1, 1994  |      |     | Universitario de Deportes |

## Uruguay
Huấn luyện viên: Juan Verzeri 

| Số | VT | Cầu thủ                | Ngày sinh (tuổi)            | Trận | Bàn | Câu lạc bộ        |
| -- | -- | ---------------------- | --------------------------- | ---- | --- | ----------------- |
| 1  | TM | Jonathan Cubero        | 15 tháng 1, 1994 (18 tuổi)  |      |     | Cerro             |
| 2  | HV | Emiliano Velázquez     | 30 tháng 4, 1994 (18 tuổi)  |      |     | Danubio           |
| 3  | HV | Gastón Silva           | 5 tháng 3, 1994 (18 tuổi)   |      |     | Defensor Sporting |
| 4  | HV | Guillermo Varela       | 24 tháng 3, 1993 (19 tuổi)  |      |     | Peñarol           |
| 5  | TV | Jim Varela             | 16 tháng 10, 1994 (18 tuổi) |      |     | Peñarol           |
| 6  | HV | Fabricio Formiliano    | 13 tháng 1, 1993 (19 tuổi)  |      |     | Danubio           |
| 7  | TV | Leonardo País          | 7 tháng 7, 1994 (18 tuổi)   |      |     | Defensor Sporting |
| 8  | TV | Sebastián Cristóforo   | 23 tháng 8, 1993 (19 tuổi)  |      |     | Peñarol           |
| 9  | TĐ | Diego Rolán            | 24 tháng 3, 1993 (19 tuổi)  |      |     | Defensor Sporting |
| 10 | TĐ | Renato César           | 16 tháng 8, 1993 (19 tuổi)  |      |     | Nacional          |
| 11 | TV | Rodrigo Aguirre        | 1 tháng 10, 1994 (18 tuổi)  |      |     | Liverpool         |
| 12 | TM | Guillermo de Amores    | 19 tháng 10, 1994 (18 tuổi) |      |     | Liverpool         |
| 13 | TV | Diego Laxalt           | 7 tháng 2, 1993 (19 tuổi)   |      |     | Defensor Sporting |
| 14 | TĐ | Gonzalo Bueno          | 16 tháng 1, 1993 (19 tuổi)  |      |     | Nacional          |
| 15 | TV | Matías Abisab          | 10 tháng 9, 1993 (19 tuổi)  |      |     | Bella Vista       |
| 16 | HV | Maximiliano Moreira    | 6 tháng 11, 1994 (18 tuổi)  |      |     | Nacional          |
| 17 | HV | Gianni Rodríguez       | 7 tháng 6, 1994 (18 tuổi)   |      |     | Danubio           |
| 18 | TV | Giorgian De Arrascaeta | 1 tháng 6, 1994 (18 tuổi)   |      |     | Defensor Sporting |
| 19 | TĐ | Rubén Bentancourt      | 2 tháng 3, 1993 (19 tuổi)   |      |     | PSV               |
| 20 | TĐ | Nicolás López          | 1 tháng 10, 1993 (19 tuổi)  |      |     | Roma              |
| 21 | TM | Washington Aguerre     | 23 tháng 4, 1993 (19 tuổi)  |      |     | Peñarol           |
| 22 | HV | Maximiliano Amondarain | 22 tháng 1, 1993 (19 tuổi)  |      |     | Progreso          |

## Venezuela
Huấn luyện viên: Marcos Mathias 

| Số | VT | Cầu thủ                  | Ngày sinh (tuổi)  | Trận | Bàn | Câu lạc bộ           |
| -- | -- | ------------------------ | ----------------- | ---- | --- | -------------------- |
| 1  | TM | José Contreras           | 20 tháng 10, 1994 | 4    | 0   | Aragua               |
| 2  | HV | Wilker Ángel             | 18 tháng 3, 1993  | 7    | 0   | Deportivo Táchira    |
| 3  | HV | Víctor Sifontes          | 21 tháng 10, 1993 | 6    | 0   | Trujillanos          |
| 4  | TV | Víctor Hugo García       | 11 tháng 6, 1994  | 7    | 0   | Real Esppor          |
| 5  | HV | Gilbert Guerra           | 2 tháng 4, 1993   | 5    | 0   | Yaracuyanos          |
| 6  | HV | Edwin Peraza             | 11 tháng 3, 1993  | 5    | 0   | Caracas              |
| 7  | TV | Robert Hernández         | 1 tháng 2, 1994   | 5    | 0   | Deportivo Anzoátegui |
| 8  | TV | Robert Garcés            | 5 tháng 4, 1993   | 7    | 0   | Deportivo Anzoátegui |
| 9  | TĐ | Manuel Arteaga           | 17 tháng 6, 1994  | 6    | 3   | Parma                |
| 10 | TĐ | Juan Pablo Añor          | 24 tháng 1, 1994  | 0    | 0   | Málaga B             |
| 11 | TĐ | Darwin Machís            | 7 tháng 2, 1993   | 0    | 0   | Granada              |
| 12 | TM | Eduardo Herrera          | 6 tháng 6, 1993   | 1    | 0   | Atlético El Vigía    |
| 13 | HV | Leonardo Terán           | 9 tháng 3, 1993   | 5    | 0   | Caracas              |
| 14 | HV | Javier Bolívar           | 10 tháng 5, 1993  | 6    | 0   | Tucanes              |
| 15 | TV | José Peraza              | 14 tháng 4, 1994  | 6    | 0   | Caracas              |
| 16 | HV | Luis Morgillo            | 15 tháng 6, 1993  | 1    | 0   | Real Esppor          |
| 17 | TĐ | Josef Martínez (captain) | 19 tháng 5, 1993  | 3    | 1   | Young Boys           |
| 18 | TV | Edson Castillo           | 18 tháng 5, 1994  | 1    | 0   | Mineros de Guayana   |
| 19 | TĐ | José Romo                | 6 tháng 12, 1993  | 7    | 2   | Llaneros             |
| 20 | TV | Renzo Zambrano           | 26 tháng 8, 1994  | 7    | 1   | Monagas              |
| 21 | TĐ | Jesús Hernández          | 6 tháng 1, 1993   | 7    | 0   | Deportivo Anzoátegui |
| 22 | TM | Luis Lugo                | 17 tháng 12, 1993 | 0    | 0   | Real Esppor          |